# Décisions par la Cour de la Cour suprême du Canada
Le juges de la Cour suprême du Canada ont l'option de rendre leurs jugements pour une décision unanime en attribuant le jugement en indiquant simplement « par la Cour ». Cette pratique a commencé vers 1979 par le juge en chef Bora Laskin, empruntant ainsi la pratique de la Cour suprême des États-Unis de rendre anonyme certaines décisions unanimes. Cependant, à la différence des États-Unis qui utilisent cette pratique principalement pour des cas qui ne sont pas controversés, au Canada, elle est utilisée presque exclusivement pour des cas importants et controversés. Il a été suggéré que cette pratique est utilisée pour donner une plus grande autorité à la décision en ayant la Cour entière parlant d'une seule voix.

## Dossiers québécois
Entre 1979 et 1999, la majorité des jugements rendus « par la Cour » concernent des décisions au sujet du Québec ou des francophones hors Québec, ce qui d'un point de vue politique laisse entendre que la Cour suprême de cette époque sait qu'elle est souvent controversée, voire impopulaire au Québec. La décision de rendre le jugement au nom de tous les juges de la Cour permet par conséquent d'éviter qu'un juge en particulier subisse la colère de l'opinion publique, notamment dans les dossiers linguistiques où le Québec perd souvent sur le plan constitutionnel. Par exemple, l'arrêt Ford c. Québec (Procureur général) de 1988 est rendu au nom de la Cour et il suscite immédiatement des réactions négatives dans l'ensemble de la classe politique québécoise.

## Annexe